# Fierst
Fierst ist ein Gemeindeteil der Stadt Ebern im unterfränkischen Landkreis Haßberge in Bayern.

## Geografie
Das Dorf liegt im östlichen Teil des Landkreises, östlich von Ebern, etwa drei Kilometer entfernt. Fierst befindet sich in einem Seitental des Baunachgrundes, unterhalb des Kammes eines langgestreckten Höhenzugs der Haßberge. Die Staatsstraße 2278 von Ebern nach Untermerzbach führt südlich vorbei. Fierst ist durch ein Waldstück in ein „Lager“, wo nach dem Zweiten Weltkrieg Flüchtlinge wohnten, und ein Oberdorf geteilt.

## Geschichte

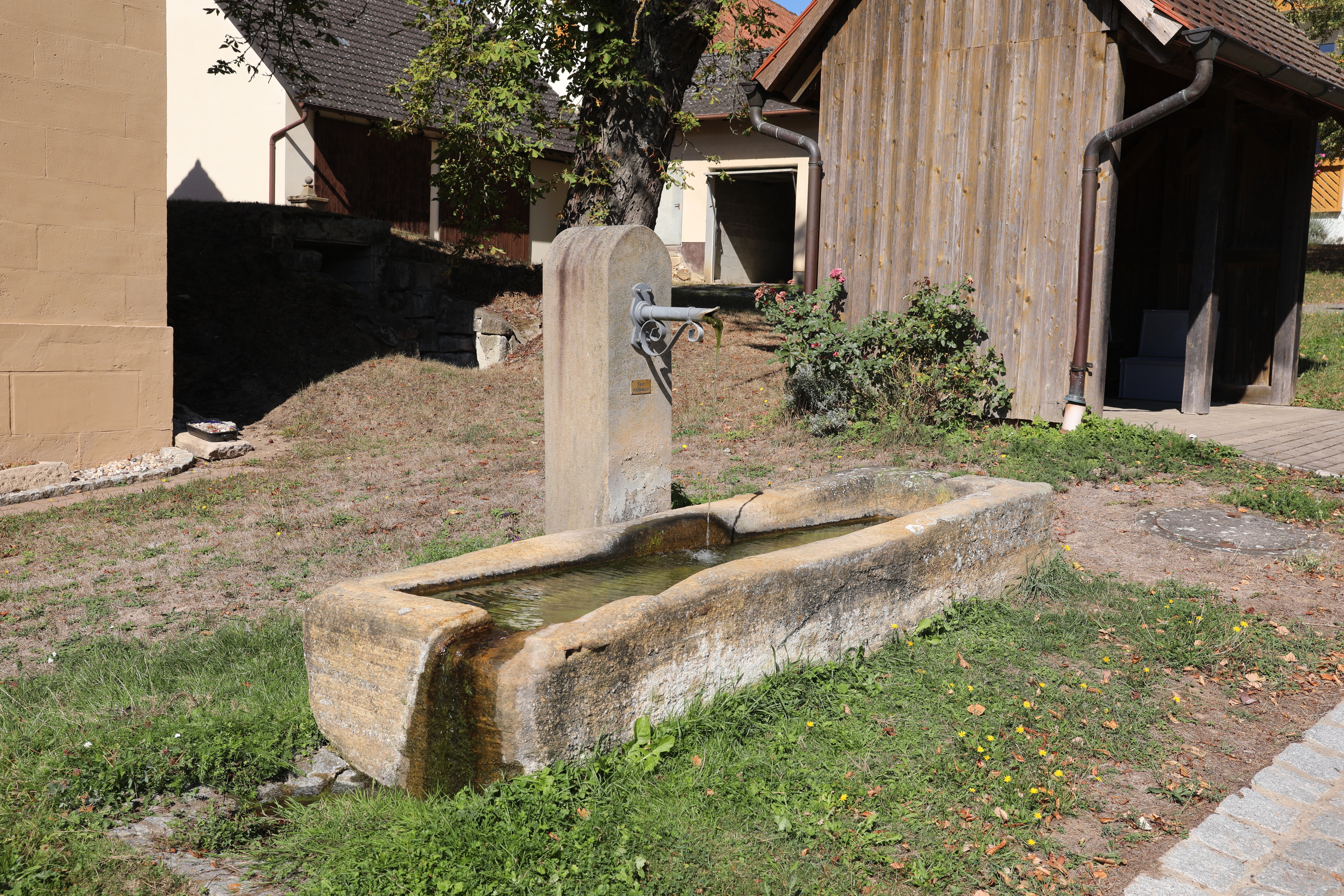
Brunnen in Fierst

Der Ortsname bedeutet im Althochdeutschen „Bergrücken, Gebirgskamm“. Die Siedlung entstand an der alten Hochstraße, die auf den Haßbergen verlief.
Die erste urkundliche Nennung war 1232 in der Teilungsurkunde des Würzburger Bischofs Hermann, in der Ebern von der Pfarrei Pfarrweisach getrennt wurde und unter anderem „Virsche“ zur Pfarrei Ebern kam. Im Jahr 1317 verzichtete Goczo Fullebacher zugunsten von Wolfram von Rotenhagen auf den Zehnt in „Virst“. Im Jahr 1412 erhielt Albrecht von Rotenhan den halben Zehnt zu „First“.
1862 wurde die seit 1818 selbständige Landgemeinde Recheldorf, bestehend aus drei Orten, dem Dorf Recheldorf, dem Weiler Fierst und der Einöde Lützelebern, in das neu geschaffene bayerische Bezirksamt Ebern eingegliedert. Im Jahr 1871 zählte der Weiler 57 Einwohner. 1900 hatte die 609,37 Hektar große Landgemeinde 182 Einwohner und 37 Wohngebäude. 129 Einwohner waren Protestanten und 53 Katholiken. In Fierst lebten 58 Personen, die mehrheitlich katholisch waren, in 12 Wohngebäuden. Die katholische Pfarrei und Bekenntnisschule befanden sich im 3,5 Kilometer entfernten Ebern. 1925 wohnten in dem Weiler 56 Personen in 8 Wohngebäuden. Die zuständige evangelische Pfarrei befand sich im 3,7 Kilometer entfernten Eyrichshof.
1950 hatte das Dorf Fierst 178 Einwohner und 11 Wohngebäude. 1970 waren es 59 und 1987 60 Einwohner sowie 12 Wohngebäude mit 16 Wohnungen. Am 1. Juli 1972 wurde der Landkreis Ebern aufgelöst und die Gemeinde Recheldorf kam mit Fierst zum Haßberg-Kreis. Am 1. Mai 1978 folgte die Auflösung der Gemeinde und die Eingliederung von Fierst und Lützelebern nach Ebern. Der Ort Recheldorf wurde der Untermerzbach zugeordnet.
Die evangelischen Einwohner gehören zum Sprengel der Kirchengemeinde Eyrichshof mit Pfarrsitz in Fischbach, die katholischen zu der Pfarrei St. Laurentius in Ebern.